# Parc Danechjou
Le parc Danechjou est un jardin public de la ville de Téhéran, capitale de l'Iran. Il portait le nom de parc Pahlavi avant la révolution de 1979.
Situé dans le 11e arrondissement, le parc est situé à l'intersection avec l'avenue Vali-ye Asr à l'ouest et la rue de la Révolution au nord. D'une surface de 3 200 m2, il abrite des aires de jeux et de pique-nique, ainsi qu'une bibliothèque publique. Sur son flanc sud-ouest s'élève le Théâtre de la Ville (Teatr-e Chahr), à la forme circulaire caractéristique. 
Il est desservi par la station Teatr-e Chahr où se croisent les lignes 3 et 4 du métro de Téhéran.